# 競売法
競売法（けいばいほう、明治31年6月21日法律第15号） は、民法や商法の規定により競売を要する場合の手続に関する法律である。
民事執行法の制定施行により、廃止された。